# Templo de Vesta (Tívoli)
El templo de Vesta es un templo romano dedicado a Vesta, la diosa virgen del hogar», que se encuentra en Tivoli, en Lazio, Italia. Data del siglo I y fue fuente de inspiración en la época neoclásica gracias a los varios grabados que lo difundieron (Sebastiano Serlio (1560) y Piranesi (1748-1774), entre otros) y tema de muchas obras pictóricas románticas.

## Historia

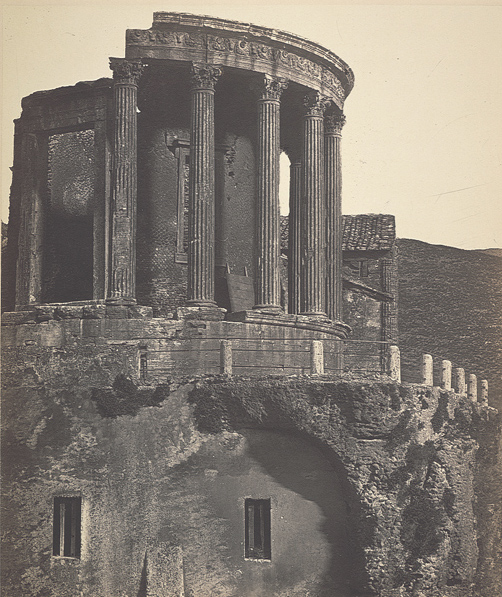
Grabado de 1858

No está claro a quién estaba dedicado realmente el templo, si a Hércules, el dios protector del Tíber, si a Albunea, la sibila del Tibur, si a Tiburnus, el héroe epónimo de la ciudad, o a la misma Vesta, que tiene otro templo se puede ver en el foro romano (Templo de Vesta). Igualmente es difícil atribuir el templo rectangular que está casi adosado, en un estado algo más ruinoso, a menudo llamado templo de la Sibila.
El templo fue construido en el siglo I, al lado del ya mencionado templo de la Sibila que data del siglo anterior. Una inscripción en el arquitrabe indica que su construcción o restauración se deberían a un tal Lucius Gellius. El relativo buen estado del templo se debe, al igual que el de la Sibila, a que fue cristianizado como iglesia bajo el nombre de Santa Maria della Rotonda durante la Alta Edad Media y hasta el siglo XVI cuando los añadidos cristianos desaparecieron y hasta el final del siglo XIX que se retiraron las últimas marcas relacionadas con la cristianización del edificio.

## Descripción

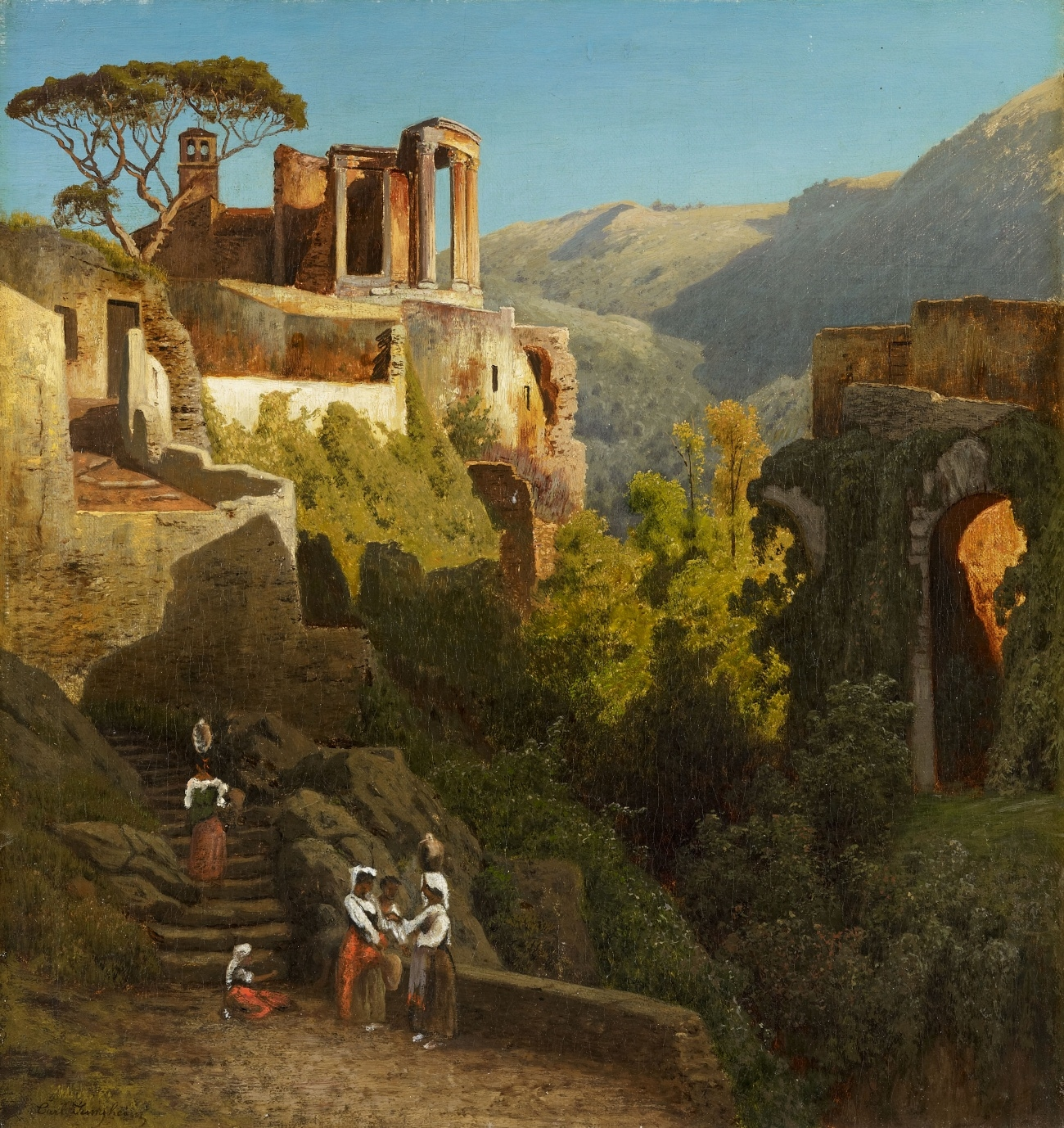
Templos en Tivoli, de Carl Jungheim Ansicht, una de las muchas obras románticas que reproducen el entorno.

Las ruinas del templo de Vesta, que se encuentra en la acrópolis tiburtina a pocos metros del templo de la Sibila, con vistas a las cascadas del Aniene, que ahora son parte de la villa Gregoriana. Es una rotonda períptera de 14,5 m de diámetro, que rodea la cella circular de una puerta y dos ventanas, elevada sobre un podio de ladrillo de 2,4 m de altura, completamente recubierto de bloques de travertino. El deambulatorio que rodea la cella incluía dieciocho columnas de una variante del orden corintio, de las que solo quedan diez.
La variante del Tivoli del orden corinto tiene dos filas de hojas de acanto y su ábaco está decorado con florones sobredimensionados que tienen la forma de flores de hibisco con pistilos en espiral pronunciados. La parte superior del fuste de las columnas es plana. El friso muestra festones de frutas que cuelgan entre bucráneos. Hay un rosetón por encima de cada festón. La cornisa no tiene modillones.
En 1682 Antoine Desgodetz publicó, en les Édifices antiques de Rome dessinés et mesurés très exactement par A. D. architecte [los edificios antiguos de Roma dibujados y medidos muy exactamente por A. D. arquitecto] (París, 1682), los dibujos del templo de Vesta, proporcionando el alzado y la planta y dando cuidadosa cuenta de los capiteles esculpidos y del friso. En el siglo siguiente, el vedutista Giuseppe Vasi y Piranesi realizaron estampas y grabados del templo de Vesta.

Detalles del templo
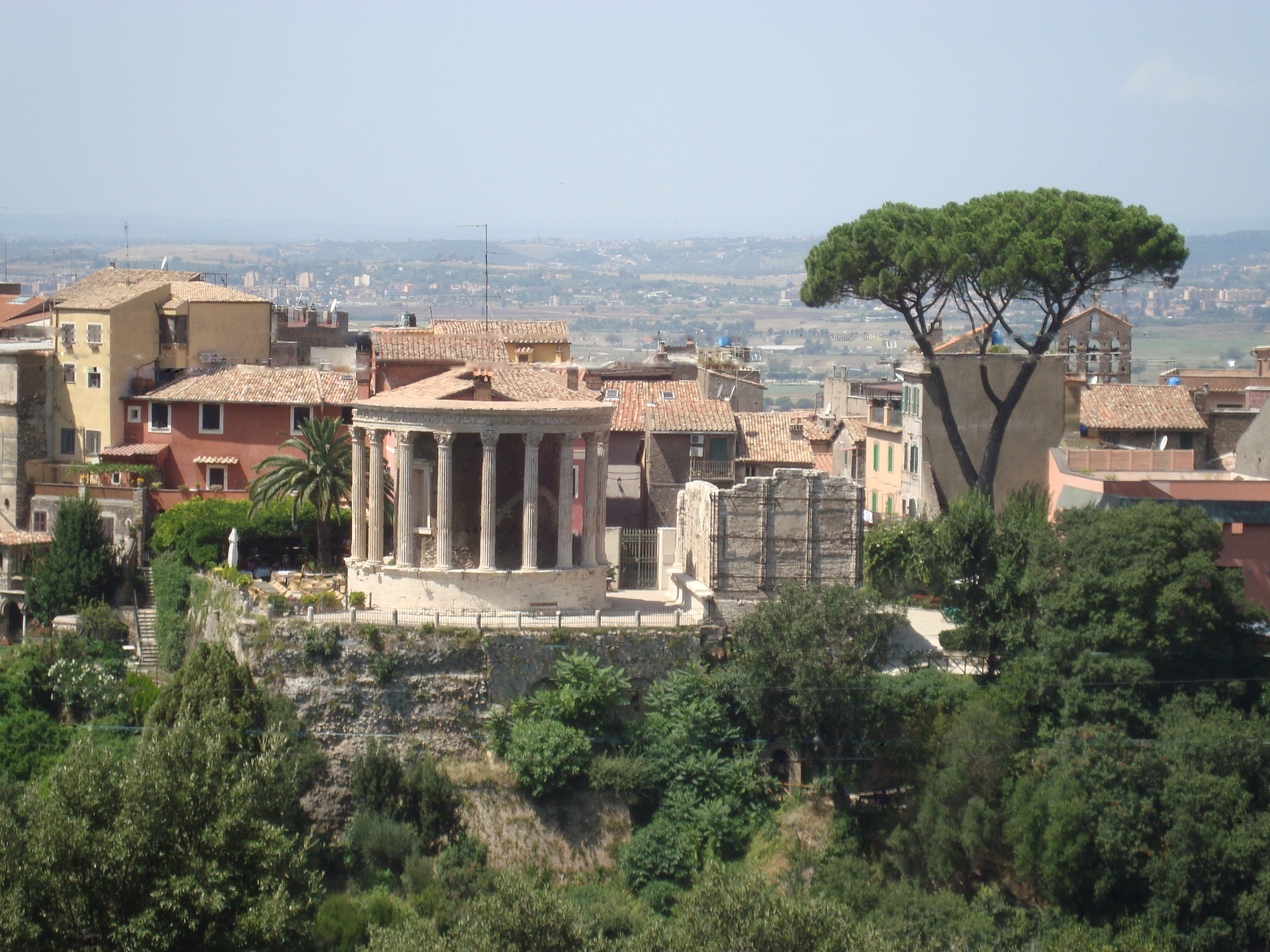
Vista general del templo de Vesta (izqda.) y del templo de la Sibila (dcha.).
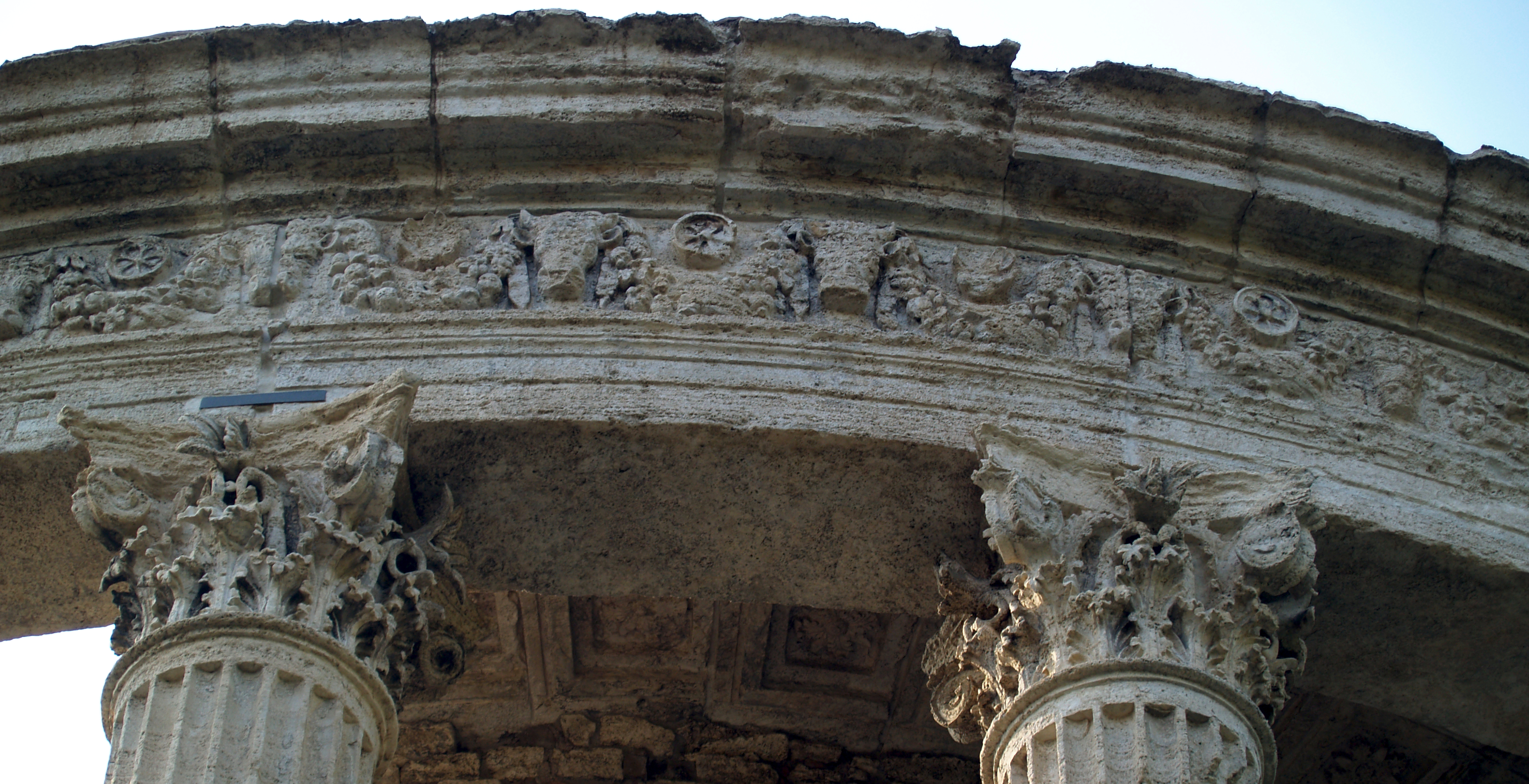
El orden corintio de Tivoli ha sido admirado y a menudo copiado
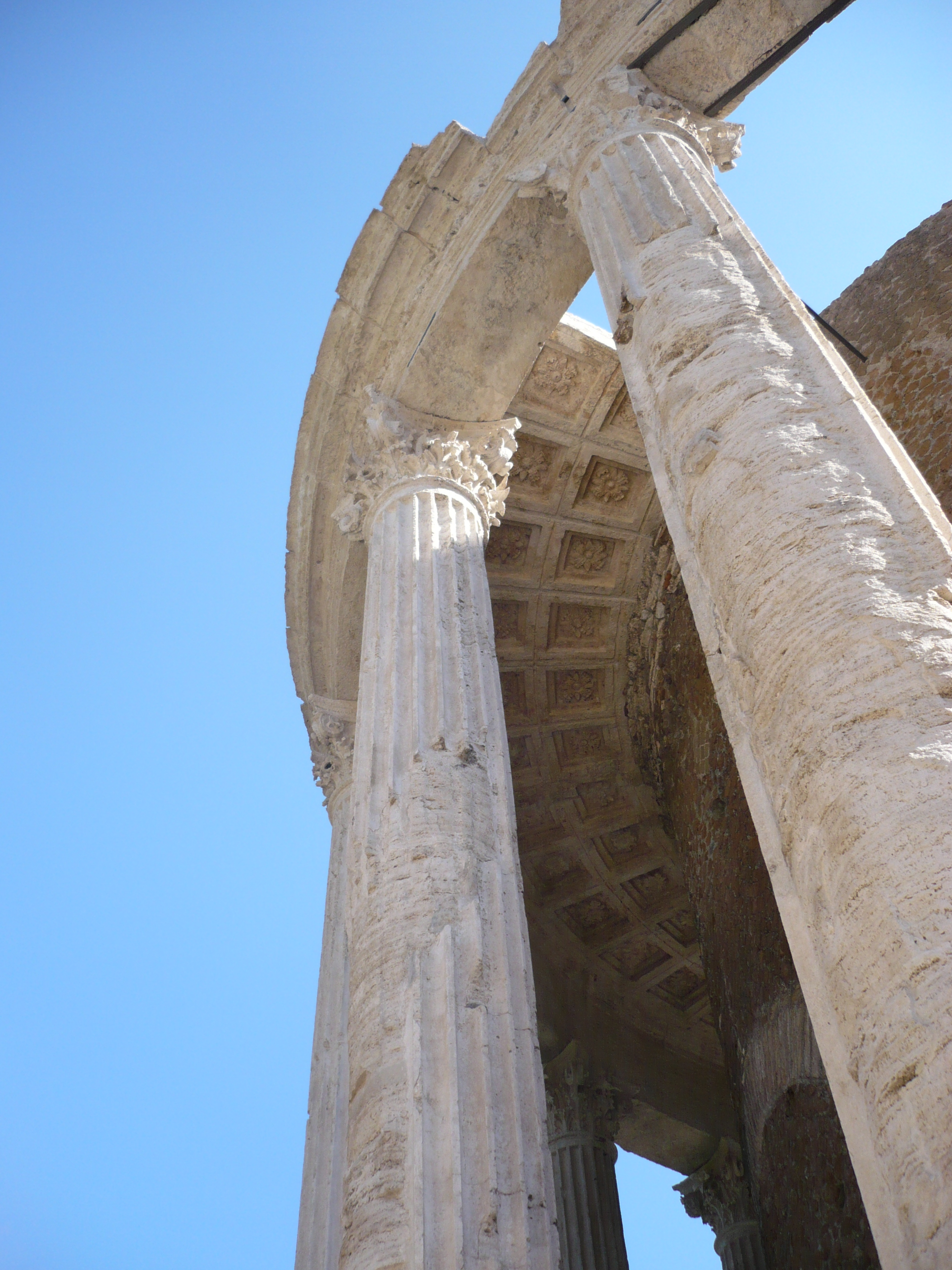
El plafond de casetones del deambulatorio
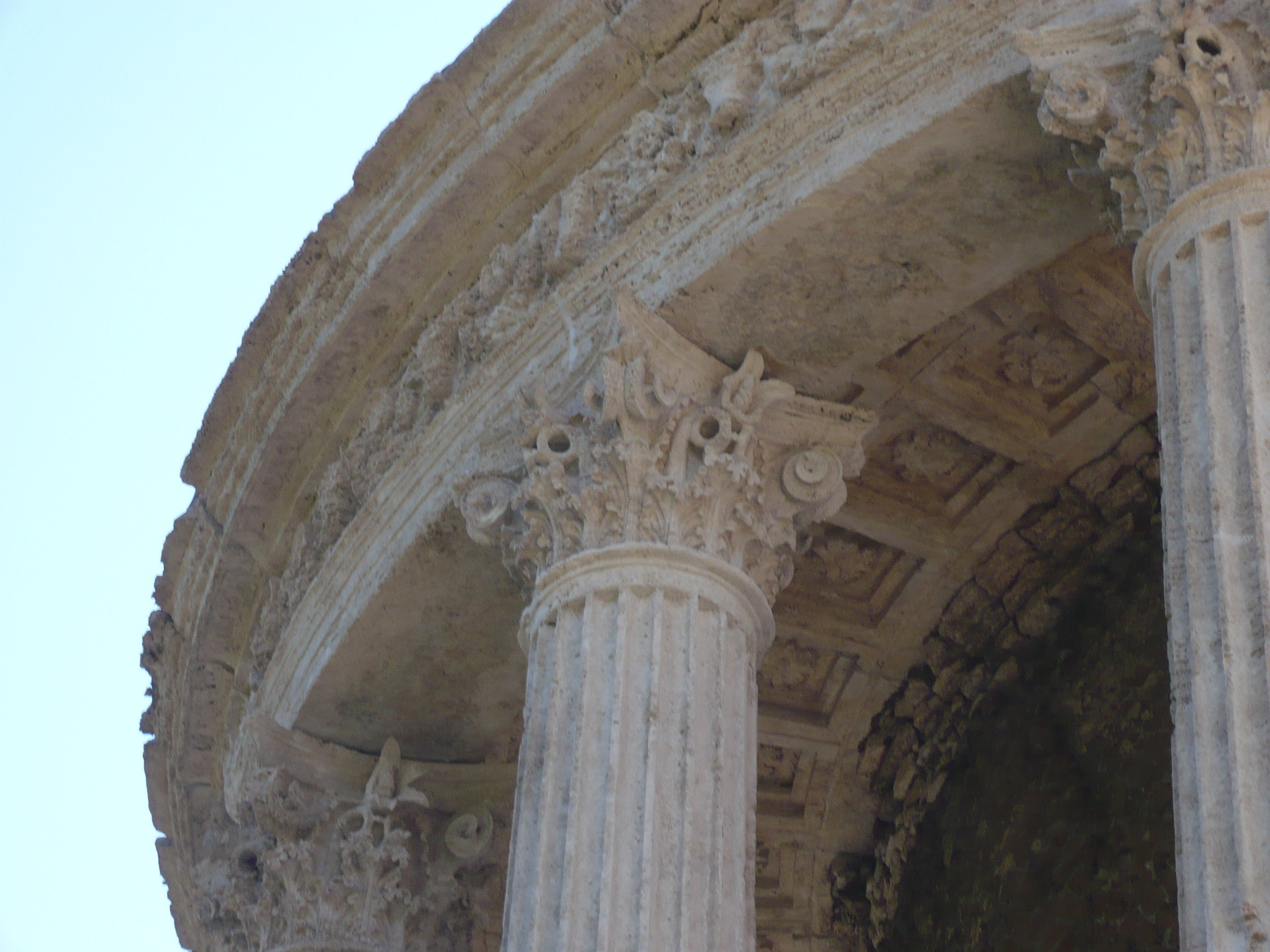
Detalle de los capiteles de las columnas.

## Modelo de templetes

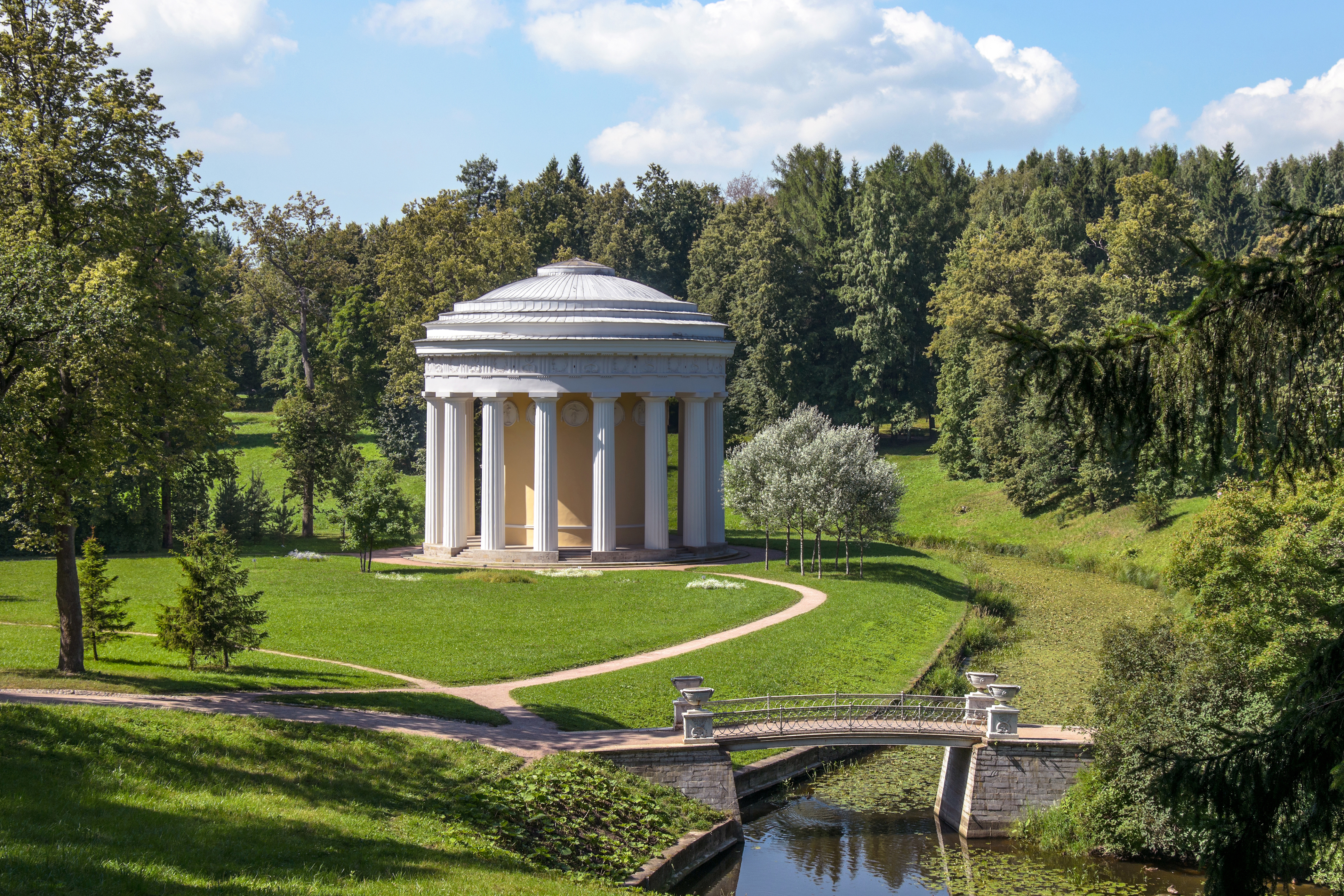
El templo de la Amistad en el parque de Pavlovsk (1780-1782), obra de Charles Cameron

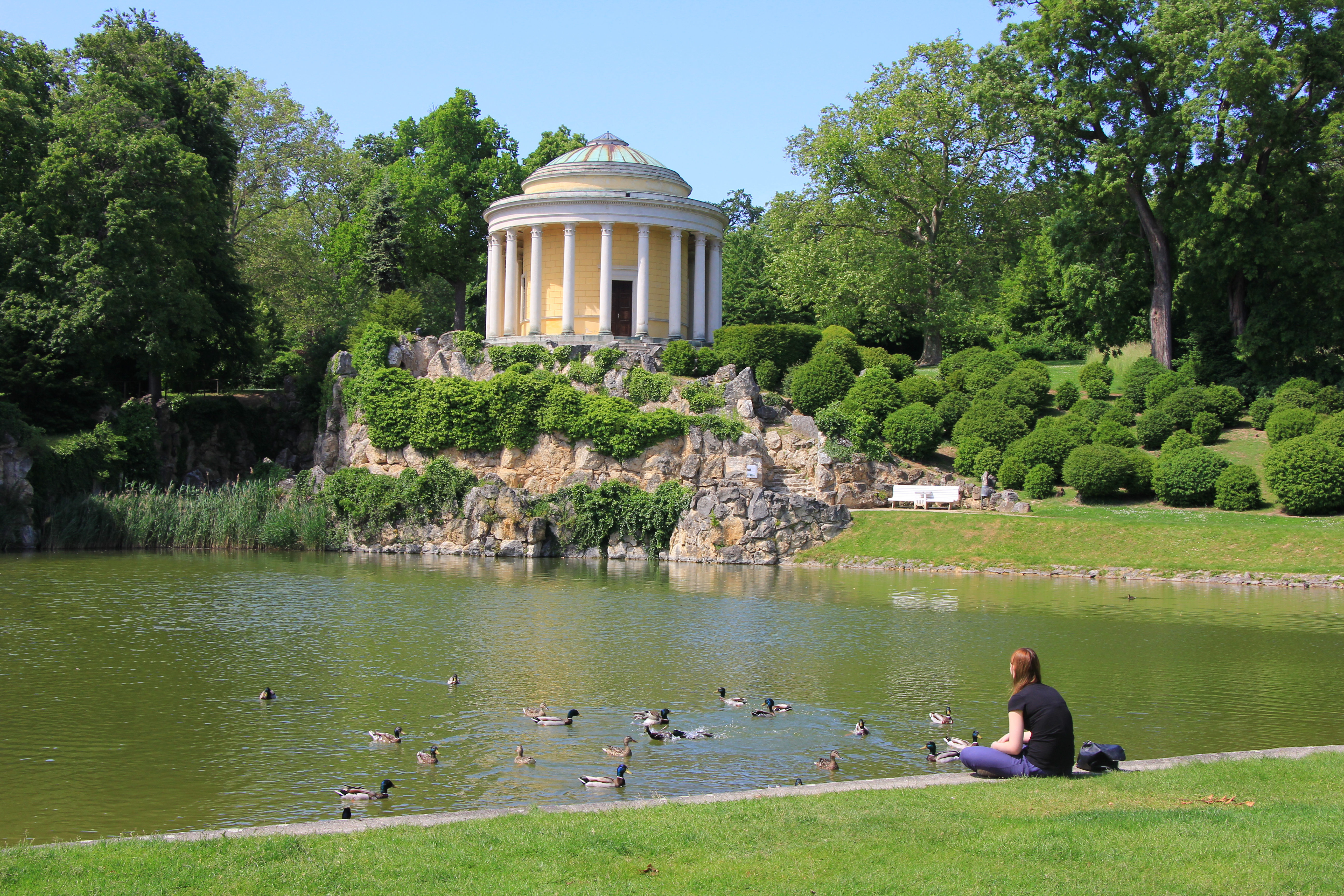
El templo Leopoldina (1818-1819) en el parque del palacio Esterházy

Menos degradado que el templo que se encuentra en Roma, sirvió, incluso más que el segundo, como modelo para un gran número de templos románticos construidos en Europa en el siglo XIX, debido a la atracción que ejercía la villa en pintores, poetas y músicos europeos para quienes era la imagen símbolo y bucólica de Tivoli. Las muchas edificaciones elaboradas según el templo de Vesta van desde la réplica servil en jardines paisajistas a las variantes que no usan más ciertos aspectos de su representación.
En Inglaterra, se pueden citar el templo de la Virtud antigua del arquitecto y paisajista William Kent en Stowe House y del templo de la Soledad del arquitecto William Chambers en los jardines de Kew. Los dibujos de los que se servía el arquitecto neoclásico John Soane como ejemplos comparativos en sus conferencias, se conservan en el Museo Soane en Londres. En Irlanda del Norte, Frederick Hervey, 4.º conde de Bristol y obispo de Derry, hizo construir el templo de Mussenden en Downhill en el estilo del templo de Tivoli. Llegó a intentar en 1777 comprar el original para llevarlo a Downhill, pero el papa Pío VI no accedió a su petición.
En Francia, Richard Mique se inspiró en el templo de Tivoli para el templo del Amor de su jardín anglo-chino en el Petit Trianon y Gabriel Davioud para Templo de la Sibila del parque de los Buttes-Chaumont.
En Rusia, el templo de la Amistad en el parque de Pavlovsk, obra del escocés Charles Cameron, es un ejemplo inspirado y bien conseguido. En Polonia, el Templo de la Sibila de Puławy fue erigido según los planos del arquitecto y teórico de la arquitectura, Chrystian Piotr Aigner, para la princesa Izabela Czartoryska para servir de museo.
En el norte de California, una versión del templo fue establecido como una característica del paisaje en la tradición inglesa. El Sunol Water Temple fue diseñado en 1910 por el arquitecto californiano Willis Polk para la Spring Valley Water Company para marcar el lugar, en el valle de Sunol, California, donde convergen las aguas para alimentar San Francisco.

Réplicas e imitaciones
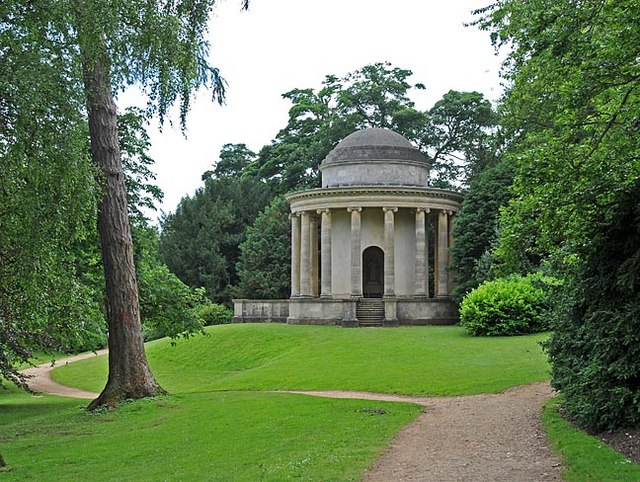
Templo de la Virtud Antigua, en Buckinghamshire, de William Kent (1737)
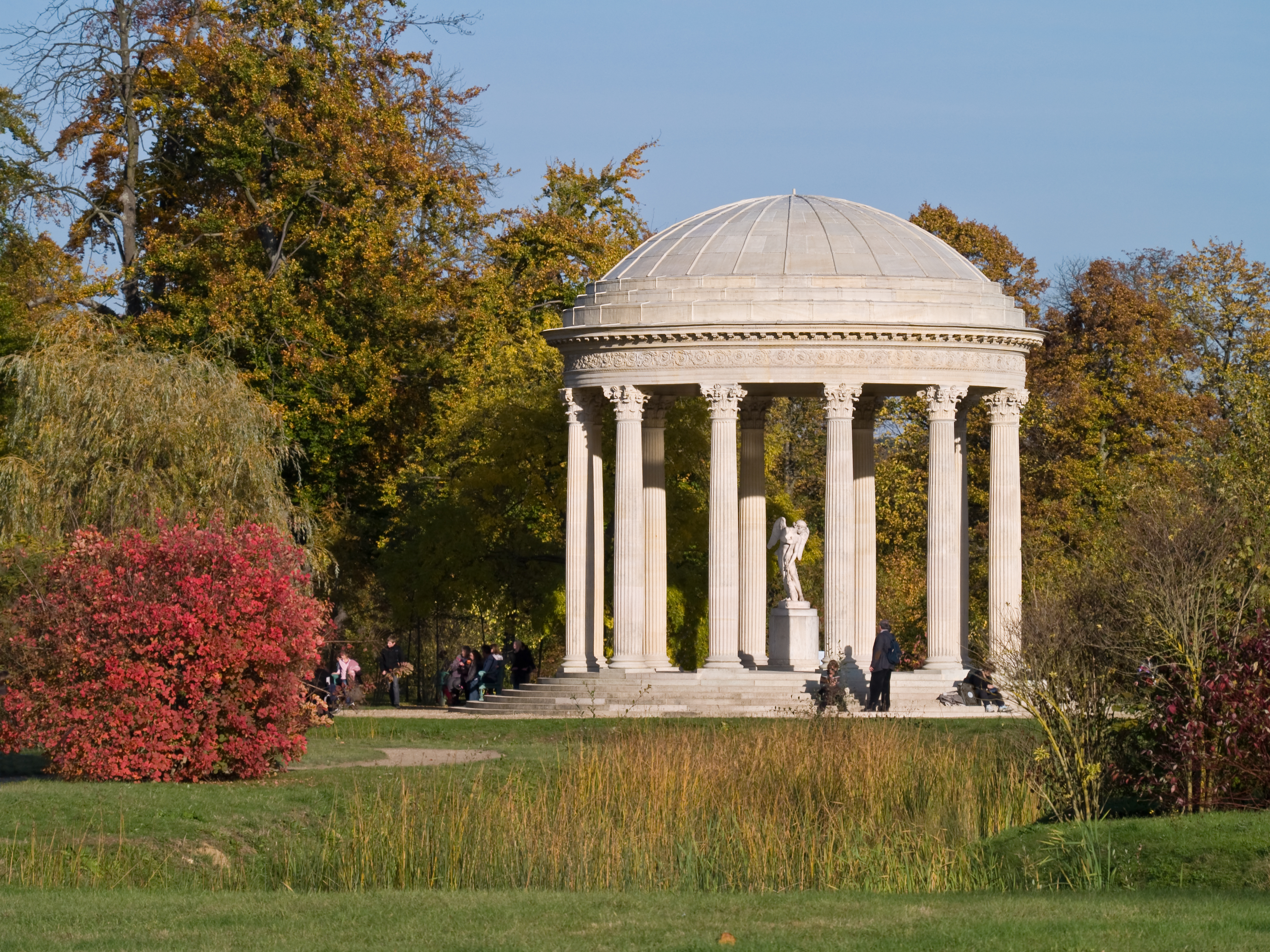
El templo del Amor en el jardín inglés del Petit Trianon, de Richard Mique (1778)
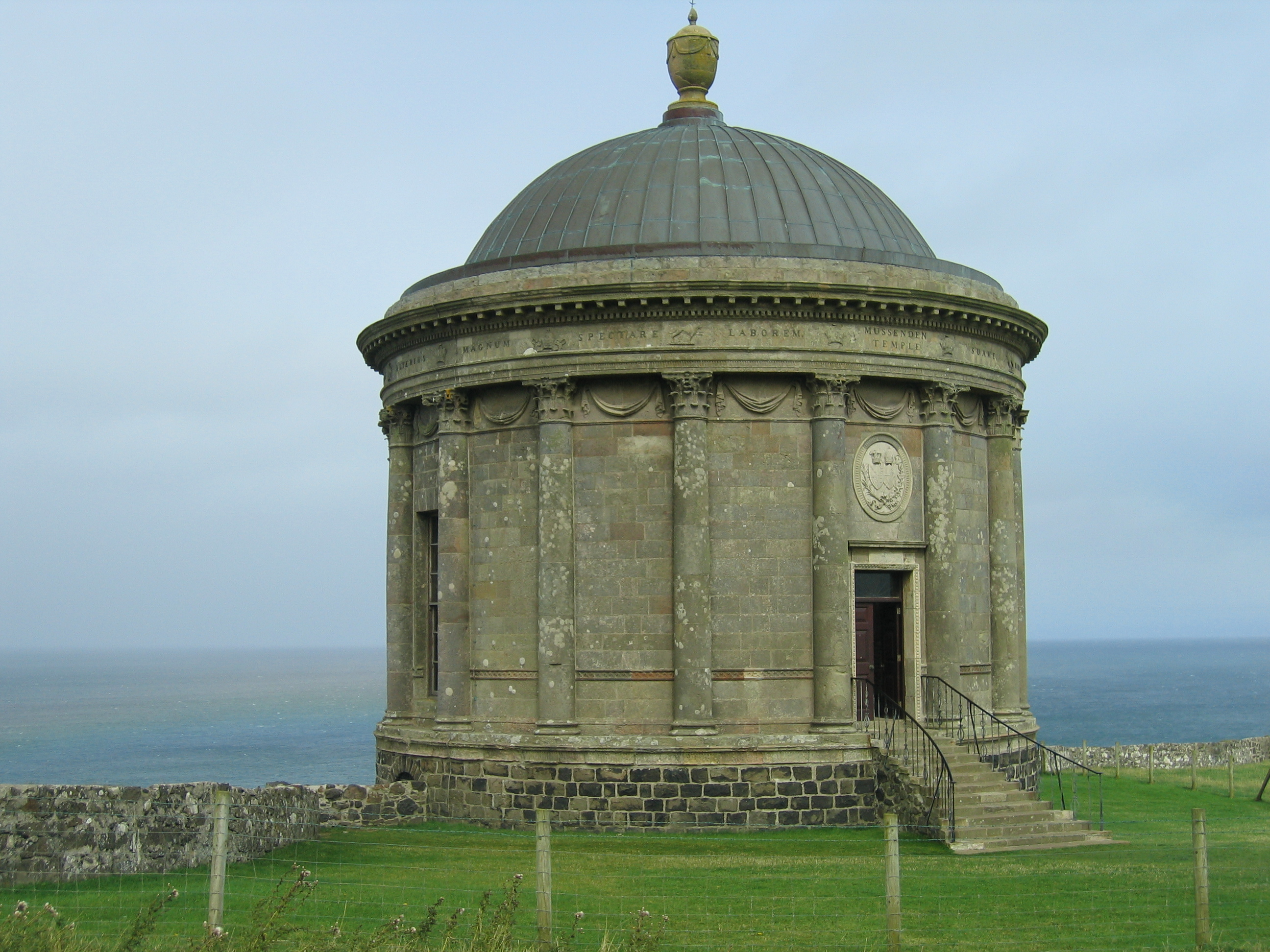
El templo de Mussenden (1785)
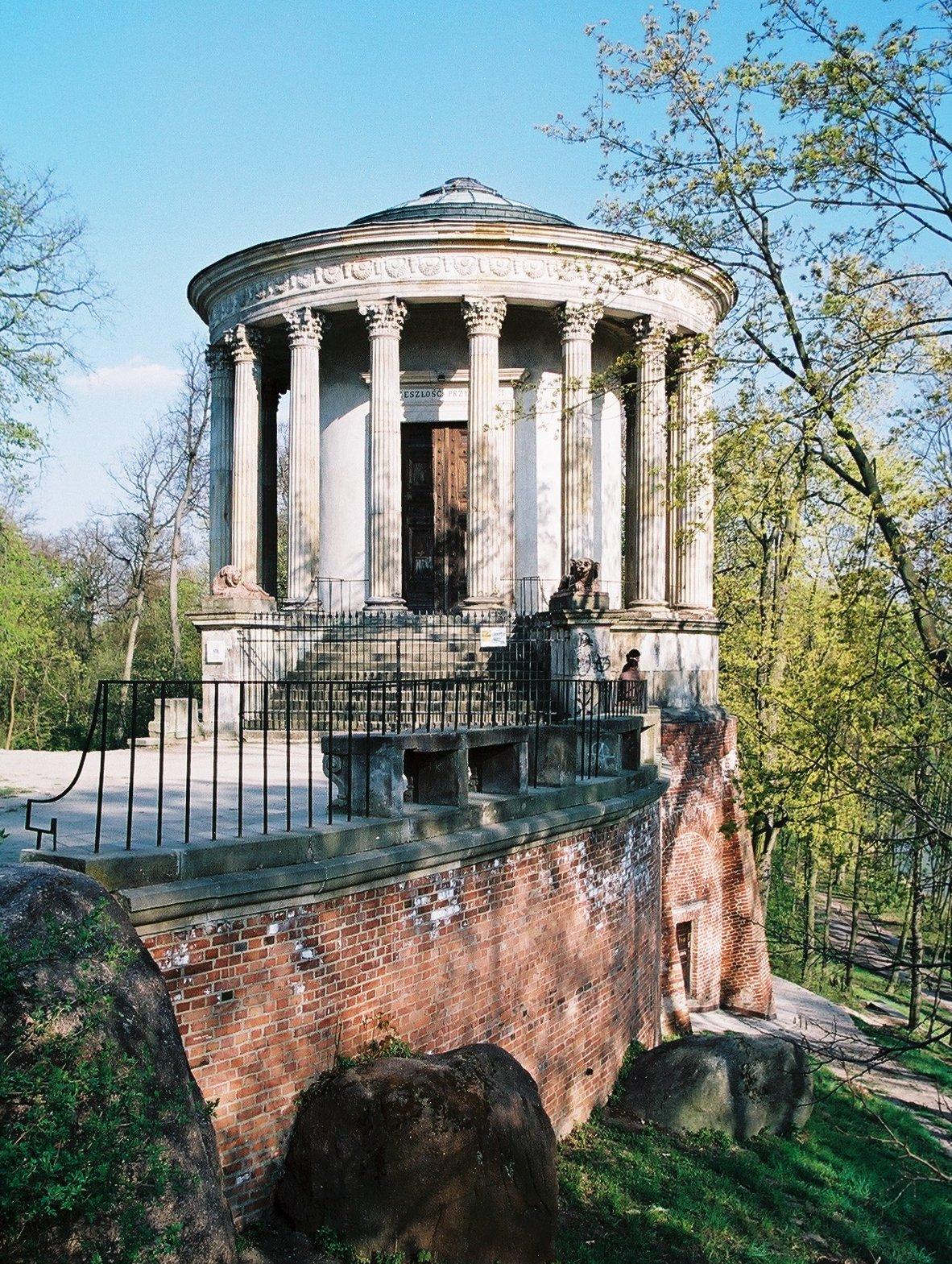
El templo de la Sibila o de la Memoria en Puławy (1801)
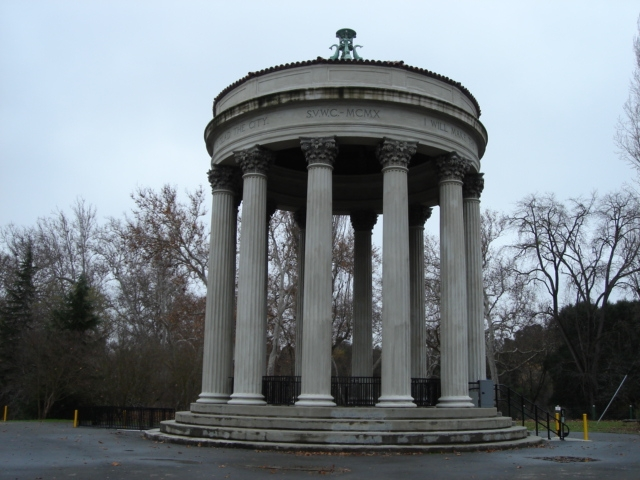
El templo del Agua de Sunol  (1910)